# Judy Mowatt

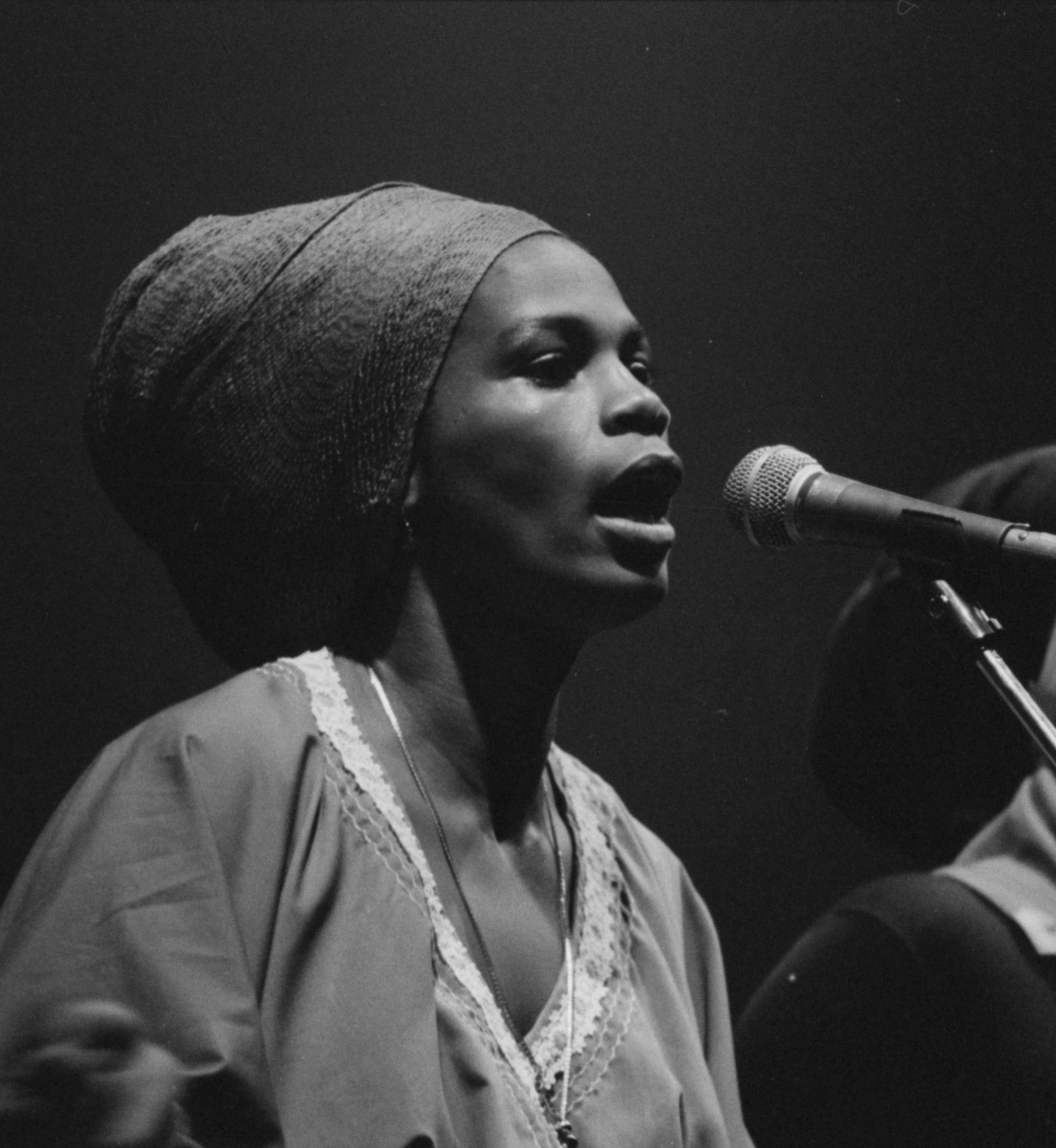
Judy Mowatt im Zürcher Hallenstadion, 30. Mai 1980

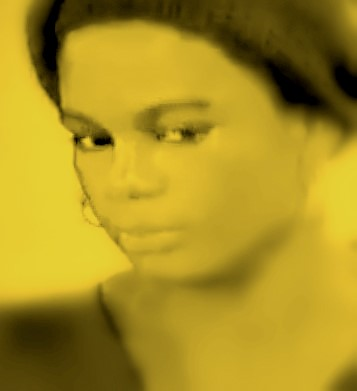
Judy Mowatt auf einem Konzert in dem Vergnügungspark Gröna Lund in Stockholm, Schweden am 15. Juni 1977

Judy Mowatt (* 11. November 1952 in Gordon Town, Saint Andrew Parish, Kingston, Jamaika) ist eine jamaikanische Sängerin, Liederschreiberin und Produzentin. Sie ist eine der bekanntesten Reggae-Künstlerinnen weltweit, aber auch in der Soul- und Gospel-Szene bekannt.
Von 1967 bis 1970 war sie Mitglied des Gesangtrios The Gaylettes. Ab 1974 bildete sie zusammen mit Marcia Griffiths und Rita Marley die I-Threes, das Hintergrundgesangstrio von Bob Marley And The Wailers.

## Leben

### Kindheit und Jugend
Judy Mowatt wuchs in der Hauptstadt Kingston der Insel Jamaika auf. Als Mädchen sang sie im Kirchenchor und als sie 14 Jahre alt war, wurde sie im Jahre 1966 Mitglied der Dance Squad, die durch die Karibik tourte. Nach ein paar Jahren waren Mowatt und zwei ihrer Freunde, Beryl Lawson und Merle Clemonson, in einer Tanzgruppe. Sie wollten versuchen, professionell zu singen und so bildeten sie bald darauf das Trio The Gaylettes.
Eine frühe Form des Reggae, der so genannte Early Reggae, hatte begonnen, aber das Trio war mehr von dem amerikanischen Soul und Rhythm and Blues beeinflusst. Die Band bekam einen Plattenvertrag von Motown und wurde erfolgreich.

## Diskographie (Auszug)

### The Gaylettes
- We Shall Sing – The Gaylettes featuring Judy Mowatt – 1967–73

### I-Threes
- 1976 – Escape From Babylon – Martha Velez
- 1981 – Mauvaises Nouvelles des Etoiles – Serge Gainsbourg
- 1983 – Beginning – The I-Threes
- 1996 – Sahra – Khaled
- 1997 – Presenting The Carnival Featuring The Refugee Allstars – Wyclef Jean
- 1998 – Jitzchak Rabin – Alpha Blondy
- 1999 – Humaitarian – Jimmy Cliff
- 2001 – Legend Live In Concert – Rick Wakeman
- 2002 – The I-Threes Sing Bob Marley – The I-Threes
- 2003 – Aux Armes et caetera (Französische Bonus-CD) – Serge Gainsbourg
- 2003 – Aux Armes et caetera (US Bonus-CD) – Serge Gainsbourg
- 2004 – Live! 2004 – Live! At the Rainbow – Serge Gainsbourg
- 2004 – Mauvaises Nouvelles des Etoiles (US Bonus-CD) – Serge Gainsbourg
- 2007 – Songs Of Bob Marley – The I-Threes

### Bob Marley And The Wailers
- 1974 – Natty Dread
- 1975 – Live!
- 1976 – Rastaman Vibration
- 1977 – Exodus
- 1978 – Babylon By Bus
- 1978 – Kaya
- 1979 – Survival
- 1980 – Uprising
- 1983 – Confrontation
- 1984 – Legend
- 1991 – Legend (VHS)
- 1991 – Talkin' Blues
- 1992 – Songs Of Freedom
- 1994 – Live On Wailing Souls
- 1996 – Mama Africa
- 1998 – Chicago Live 1975
- 2002 – Babylon by Bus (Neuauflage)
- 2002 – Confrontation (Neuauflage mit Bonus-Track)
- 2001 – Exodus (Neuauflage mit Bonus-Tracks)
- 2001 – Exodus (Deluxe Edition)
- 2001 – Kaya 2001 (Neuauflage mit Bonus-Track)
- 2001 – Kaya (Neuauflage mit japanischem Bonus-Track)
- 2001 – Live! (Expanded)
- 2001 – One Love: The Very Best Of Bob Marley And The Wailing Wailers
- 2001 – Survival (Neuauflage mit Bonus-Track)
- 2001 – Trench Town Rock (Box Set: 95 Stücke aus der Zusammenarbeit mit Lee „Scratch“ Perry)
- 2001 – Uprising (Neuauflage mit Bonus-Tracks)
- 2002 – Legend (Deluxe Edition)
- 2002 – Rastaman Vibration (Deluxe Edition)
- 2003 – Babylon by Bus/Catch a Fire/Burnin’ (Live-CD)
- 2003 – Exodus/Survival/Confrontation
- 2003 – Legend (2 CDs + DVD)
- 2003 – Live At The Roxy: The Complete Concert
- 2003 – Uprising/Kaya/Catch a Fire
- 2004 – Gold
- 2005 – Live At The Rainbow (DVD)
- 2007 – Exodus (30. Geburtstags-Edition (CD)) und
- 2002 – Exodus (30. Geburtstags-Edition (DVD))
- 2008 – Kaya (Bonus-Track)
- 2008 – Legend 2

### Soloalben
- Mellow Mood (Tuff Gong, 1975)

- Tracks: Mellow Mood, Love Seed, I'm Alone, What An Experience, Mr. Big Man, Pour Sugar On Me, You Were Too Good For Me, First Cut, Just A Stranger Here, Rasta Woman Chanto, My My People, Never Let Me Go

- Black Woman (Grove Music, 1980)

- Tracks: Strength To Go Through, Concrete Jungle, Slave Queen, Put It On, Zion Chant, Black Woman, Down In The Valley, Joseph, Many Are Called, Sisters Chant

- Only a Woman (Shanachie Records, 1982)

- Tracks: You're My People, Only A Woman, Trade Winds, Think, Got To Leave The West, I Am Not Mechanical, On Your Mark, Big Woman, You Dont Care, King Of Kings

- Working Wonders (Shanachie, 1985)

- Tracks: Black Man, Brown Man; Working Wonders, Lovemaking, Let's Dance, So Many Eyes, Mother Africa, Ethiopia Salaam, Hush Baby Mother, Traveling Woman, King's Highway

- Love Is Overdue (Shanachie, 1986)

- Tracks: Sing Your Own Song (UB40), Love Is Overdue, Try A Little Tenderness, Long Long Time, Rock Me, Get Up and Chant, Screwface (Marley), Hold Her Jah, One More Time, Who's That

- Look at Love (Shanachie, 1991)
- Rock Me (1993)
- Something Old, Something New (2002)
- Sing Our Own Song (2003)

### Solo-Singles
- Silent River (1968) von The Gaylettes
- I Shall Sing (1974)
- Only A Woman (1975)
- Joseph (1980)
- Black Woman (1980)
- I Am Not Mechanical (1982)
- Let's Dance (1985)
- Look at Love (1991)
- Stop In The Name Of Love (1992)
- Rock Me (1993)
- Simmer Down (1994)
- Stop! In The Name Of Love (1999)
- Something Old, Something New (2002)
- Sing Our Own Song (2003)
- Big Woman (2005)